# 泊村 (北海道根室振兴局)
泊村（日语：／ Tomari mura */?）位於北方四島（南千島群島）國後島南部區域。過去曾經為日本領土，但在1945年二次大戰後遭蘇聯佔領，現實際上為俄羅斯所統治，行政區劃屬於遠東聯邦管區萨哈林州。但因日本至今仍然主張擁有主權，故在北海道根室振兴局下仍設有此行政區劃的建制，但並無任何實際上的運作。
以泊（Головнино）為主要聚落，俄文名稱的意義是「哥羅尼的城鎮」，為哥羅尼事件的發生地點。

## 沿革

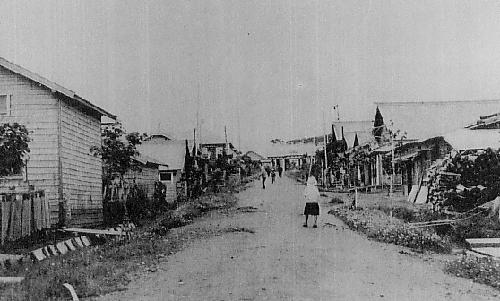
二次大戰前的泊村

- 1923年：泊村、東沸村、米戶賀村、秩苅別村合併為泊村，成為北海道二級村。[1]
- 1945年9月：被蘇聯佔領。